# Ivan Mazepa
Ivan Stepanovič Mazepa (ukrajinsko in rusko Іван Степанович Мазепа, Ivan Stepanovič Mazepa, poljsko Jan Mazepa Kołodyński)  je bil od leta 1687 do 1708 hetman zaporoškega Kozaškega hetmanata, * 30. marec 1639, Bila Cerkva, Republika obeh narodov, † 3. oktober 1709, Bender, Kneževina Moldavija.
Trdi se, da so mu leta 1707 za prizadevanja za Sveto ligo podelili naziv "princ Svetega rimskega cesarstva". Zgodovinski dogodki iz Mazepovega življenja so navdihnili številna literarna, umetniška in glasbena dela.
Mazepa je slovel kot pokrovitelj umetnosti in igral pomembno vlogo v bitki pri Poltavi (1709). Ko je pred bitko izvedel, da ga namerava  car Peter I. odstaviti s položaja hetmana  Zaporoške vojske in na njegovo mesto imenovati  Aleksandra Menšikova, je dezertiral in s svojo vojsko prestopil na stran švedskega kralja Karla XII. Njegov prestop je imel velike politične posledice in različne interpretacije v nacionalnih zgodovinah Rusije in Ukrajine.
Ruska pravoslavna cerkev ga je leta 1708 izobčila in izobčenja do zdaj še ni preklicala. Protiruski elementi v Ukrajini v 18. stoletju in kasneje so se poniževalno imenovali mazepinci ali mazepisti. Odtujevanje Mazepe iz ukrajinskega zgodovinopisja se je nadaljevalo tudi v sovjetskem obdobju, po letu 1991 pa se je v neodvisni Ukrajini je začelo močno gibanje za njegovo rehabilitacijo, čeprav ostaja kontroverzna osebnost.